# 칠레나무쥐
칠레나무쥐(Irenomys tarsalis)는 비단털쥐과 목화쥐아과에 속하는 설치류의 일종이다. 칠레나무쥐속 (Irenomys)의 유일종이다. 칠레 남위 36°와 46°사이, 아르헨티나 인근 지역의 숲에서 주로 발견된다.